# Georges Sauser-Hall
Georges Sauser-Hall, né le 26 septembre 1884 à La Chaux-de-Fonds (originaire de Sigriswil) et mort le 12 mars 1966 à Genève, frère de Blaise Cendrars, est un juriste, professeur de droit international et de droit comparé à Neuchâtel, chef du service juridique du département  fédéral des affaires étrangères à Berne, membre de la Cour permanente d'arbitrage de La Haye.  

## Biographie
Fils d'un commerçant, qui porte le même prénom et de Marie-Louise Dorner, frère ainé de Blaise Cendrars,  Jean-Georges Sauser-Hall fait des études de droit. En 1906, il devient avocat. Il soutient, en 1910 à Genève, une thèse sur « les Belligérants internés chez les neutres en cas de guerre terrestre ». 
Il est nommé privat-docent (1911), puis professeur de droit comparé à l'université de Neuchâtel en 1912. 
Il devient adjoint, puis chef du service juridique du Département politique à Berne de 1915 à 1924. Il reprend des activités d'enseignement comme professeur de droit civil, comparé et international privé à l'université de Genève de 1924 à 1954. Il est sollicité pour des missions de coopération, comme conseiller légiste du gouvernement turc et professeur à Istanbul de 1925 à 1931.  En 1937, il assure, à l'Académie de droit international de La Haye, un cours sur :«  La clause-or dans les contrats publics et privés ». 
En 1946, la Suisse le désigne comme membre de la Cour permanente d'arbitrage de La Haye et le charge, à plusieurs reprises, de la défendre devant la Cour internationale de justice. Il est choisi comme arbitre dans des procédures internationales. En 1956, il assume  la vice-présidence de la Commission arbitrale sur le règlement de questions financières entre les Alliés et la République fédérale d'Allemagne. Il est aussi désigné comme arbitre dans des procédures internationales. C'est ainsi qu'il préside le tribunal arbitral institué entre l'Arabie saoudite et l'Aramco en 1958, ainsi que la Commission de conciliation italo-américaine créée par les alliés en vertu du traité de paix avec l'Italie.
À partir de 1954, il est aussi chargé de cours aux universités de Neuchâtel et Lausanne. De 1957 à 1959, il est président de l'Institut de droit international.
Il prend sa retraite à 70 ans en 1954 et meurt le 12 mars 1966 à Genève.

## Œuvres
Georges Sauser-Hall est l'auteur de nombreux ouvrages juridiques et d'un « Guide politique suisse », fréquemment réédité de 1913 à 1965. Il collabore au  « Journal de droit international privé », au « Bulletin de la société de législation comparée », et à la « Revue internationale de droit comparé ». Il écrit le chapitre consacré au droit international privé dans le tome consacré à la Suisse de la collection « La vie juridique des peuples ». En 1952 sont publiés des « Mélanges » en son honneur.